# Wiktoriwka (hromada Stari Majaky)
Wiktoriwka (ukr. Вікторівка) – wieś na Ukrainie, w obwodzie odeskim, w rejonie berezowskim, w hromadzie Stari Majaky. W 2001 liczyła 798 mieszkańców, spośród których 761 wskazało jako ojczysty język ukraiński, 7 rosyjski, 23 mołdawski, 1 białoruski, a 6 ormiański.